# Ductus arteriosus

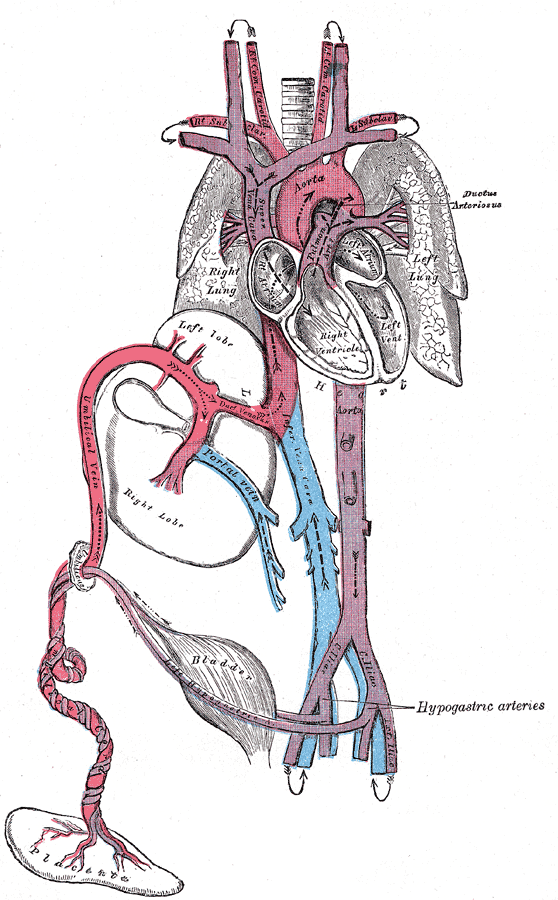
Foetale circulatie (Ductus arteriosus rechtsboven zichtbaar)

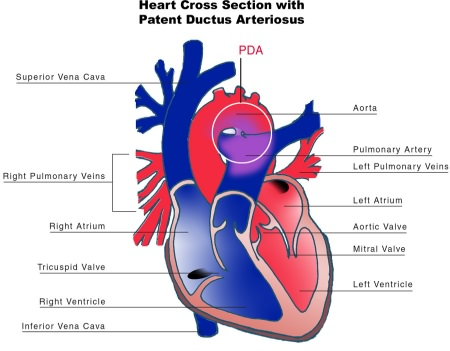
Doorsnede van het foetale hart met ductus Botalli centraal in beeld

De ductus arteriosus of ductus Botalli (DA) is een bloedvat dat de longslagader (arteria pulmonalis) verbindt met de lichaamsslagader (aorta). Dit bloedvat is vooral belangrijk tijdens het intra-uteriene leven van een foetus.

## Ductus Botalli
Tijdens het foetale leven vindt geen oxygenatie (zuurstof in het bloed, koolstofdioxide eruit) via de longen plaats, maar via de placenta. De foetale bloedsomloop verloopt dan ook anders dan de bloedsomloop na de geboorte. De ductus Botalli (vernoemd naar Leonardo Botallo) speelt hier een belangrijke rol bij. De ductus Botalli is een wijd bloedvat met een gespierde wand, dat een verbinding vormt tussen de stam van de arteria pulmonalis (longslagader) en de aorta (lichaamsslagader).
De longen zijn voor de geboorte nog niet volledig ontplooid, daarom is er grote weerstand in de bloedvaten van de longen. Hierdoor stroomt het bloed niet goed van de rechterkamer via de longslagader naar de longen en dus dreigt de rechterharthelft te zwaar belast te worden. Via de ductus Botalli kan bloed van de longslagader via de aorta naar de grote bloedsomloop afvloeien, zonder de longen te passeren, zodoende wordt de rechterharthelft ontlast. Met vergelijkbare functie is er ook een verbinding tussen beide boezems: het foramen ovale.

### Sluiten ductus Botalli
Tijdens het foetale leven zal de ductus Botalli openblijven onder invloed van een hoge concentratie prostaglandine. Na de geboorte, door de start van de ademhaling, stijgt de arteriële zuurstofspanning. Daarnaast wordt door het ontplooien van de longen ook de weerstand in de longcirculatie lager. Door de gestegen zuurstofspanning zal de productie van prostaglandine afnemen, met als gevolg het contraheren van de spiervezels van de wand van de ductus Botalli. Hierdoor sluit deze helemaal af en is de foetale circulatie vervangen door de neonatale circulatie. Na circa twee weken is de sluiting definitief.

### Een open blijvende ductus Botalli
Een open blijvende ductus Botalli na de geboorte is een congenitale afwijking van het hart. Het wordt persistente ductus arteriosus of PDA genoemd. Vaak treedt dit probleem op bij te vroeg geborenen. Het kan zijn dat de longen nog niet genoeg zijn uitgerijpt. Wanneer de arteriële zuurstofspanning na de geboorte hierdoor onvoldoende stijgt, zal de productie van prostaglandine niet dalen en blijft de ductus open. Omdat de sluiting pas na twee weken definitief is, kan de ductus Botalli voor die tijd opnieuw openen als de zuurstofspanning te laag blijft. Ook kan het ductale spierweefsel bij te vroeg geborenen niet goed reageren op een stijging van de arteriële zuurstofspanning of de prostaglandineconcentraties blijven te hoog. Daardoor komt het dat bij deze kinderen de ductus zich vaker niet spontaan sluit. Ten gevolge daarvan zal er een links-rechtsshunt optreden als de longvaatweerstand daalt. Het zuurstofrijke bloed stroomt dan door de ductus Botalli naar het zuurstofarme bloed in de longcirculatie. Dit leidt tot longvaatovervulling, wat de ontplooiing van de alveoli (longblaasjes) bemoeilijkt, zodat ademhalingsproblemen kunnen ontstaan of toenemen. Omdat het bloed vanuit de linker kamer meteen weer, via de longen, terugstroomt naar de linker boezem, geeft het ook een overbelasting van de linker harthelft.

### Behandeling van een open blijvende ductus Botalli
Normaal gesproken sluit de ductus arteriosus in de eerste week en zullen er geen symptomen optreden. Blijft de ductus arteriosus toch open, dan wordt meestal eerst een medicamenteuze therapie opgestart. Deze bestaat uit een prostaglandinesynthetaseremmer, die remt dus de productie van prostaglandine, waardoor de spierwand van de ductus zal gaan contraheren. Wanneer dit te weinig effect heeft zal een operatieve ingreep of een katheterisatie worden uitgevoerd.